# Janis Paige
Janis Paige, geboren als Donna Mae Tjaden, (Tacoma (Washington), 16 september 1922 – Los Angeles, 2 juni 2024) was een Amerikaans actrice, die sinds 1944 veelvuldig heeft opgetreden in films. Sinds 1953 acteerde ze ook in televisieseries en was onder meer te zien in All in the Family, Hawaii Five-O, Charlie's Angels en Happy Days.
Ook speelde ze in Broadway-producties als The Pajama Game en verving ze Angela Lansbury in 1968 in het stuk Mame.
In 2001 was ze voor het laatst op tv te zien, in een aflevering van Family Law.
Paige overleed op 2 juni 2024 op 101-jarige leeftijd.

## Echtgenoten
Paige trouwde in haar leven drie keer; voor het eerst in 1947, met Frank Martinelli. In 1950 scheidde het stel echter alweer. Haar tweede huwelijk was van nog kortere duur: op 18 januari 1956 trouwde ze met Arthur Stander, maar scheidde in juni 1957 alweer van hem.
Met haar derde huwelijk leek ze het geluk echt gevonden te hebben. Op 30 augustus 1962 trouwde ze met muzikant Ray Gilbert. Na een huwelijk van bijna 14 jaar overleed Gilbert op 3 maart 1976 na complicaties, opgelopen bij een openhartoperatie. Sindsdien is Paige nooit meer getrouwd geweest.

## Filmografie
- Family Law televisieserie - Ann Fox (Afl., The Quality of Mercy, 2001)
- Caroline in the City televisieserie - Loretta (Afl., Caroline and the Bad Trip, 1997)
- Legend televisieserie - Delilah Pratt (Afl., Clueless in San Francisco, 1995)
- Natural Causes (1994) - Mrs. MacCarthy
- Santa Barbara televisieserie - Minx Lockridge (Episode 1.2137, 1993)
- Room for Two televisieserie - Charlotte Agnoletti (Afl., Whose Mouth Is It Anyway?, 1992)
- Shades of LA televisieserie - Ruth Lockwood (Afl., Where There's No Will, There's a Weigh-In, 1990)
- General Hospital televisieserie - Aunt Iona Huntington (Afl. onbekend, 1989)
- Mission: Impossible televisieserie - Victoria Foster (Afl., The Haunting, 1989)
- Capitol televisieserie - Lauren Clegg e.a. (Afl. onbekend, 1987)
- Trapper John, M.D. televisieserie - Catherine Hackett (Afl. onbekend, 1985-1986)
- No Man's Land (televisiefilm, 1984) - Maggie Hodiak
- Night Court televisieserie - Eleanor Brandon (Afl., Welcome Back, Momma, 1984)
- Baby Makes Five televisieserie - Blanche (1983)
- Trauma Center televisieserie - Rol onbekend (Afl., Trail's End, 1983)
- The Other Woman (televisiefilm, 1983) - Mrs. Barnes
- Fantasy Island televisieserie - Rol onbekend (Afl., The Devil Stick/Touch and Go, 1983)
- Gun Shy televisieserie - Nettie McCoy (Afl., onbekend, 1983)
- St. Elsewhere televisieserie - Dee Mackaluso (Afl., Remission, 1983)
- Matt Houston televisieserie - Lauren (Afl., The Purrfect Crime, 1983)
- Too Close for Comfort televisieserie - Irene Miller (Afl., The Last Weekend, 1982)
- Flamingo Road televisieserie - Jenny (Afl., The Powers That Be, 1981)
- Bret Maverick televisieserie - Mandy Packer (Afl., The Lazy Ace: Part 1 & 2, 1981)
- Fantasy Island televisieserie - Mabel Martin (Afl., High Off the Hog/Reprisal, 1981)
- Bret Maverick (televisiefilm, 1981) - Mandy Packer, eigenaresse van de Red Ox Saloon/Kaartspeelster
- Happy Days televisieserie - Angela (Afl., Mother and Child Reunion, 1981)
- Angel on My Shoulder (televisiefilm, 1980) - Dolly Blaine
- Valentine Magic on Love Island (televisiefilm, 1980) - Madge
- Eight Is Enough televisieserie - Auntie V (5 afl., 2 keer 1977, dubbelaflevering 1979, 1980)
- Fantasy Island televisieserie - Charlotte (Afl., The Beachcomber/The Last Whodunit, 1978)
- All in the Family televisieserie - Denise (Afl., Archie's Brief Encounter: Part 1 & 2, 1976|Return of the Waitress, 1978)
- The Rockford Files televisieserie - Miriam (Afl., A Three-Day Affair with a Thirty-Day Escrow, 1978)
- Charlie's Angels televisieserie - Joan (Afl., Angels Ahoy, 1978)
- Hawaii Five-O televisieserie - Minnie Cahoon (Afl., The Case Against Philip Christie, 1978)
- Alice televisieserie - Rol onbekend (Afl., The Cuban Connection, 1978)
- The Love Boat televisieserie - Phyllis Morrison (Afl., The Parents Know Best/A Selfless Love/Nubile Nurse, 1978)
- The Betty White Show televisieserie - Wilma (Afl., Mitzi's Cousin, 1977)
- Lanigan's Rabbi televisieserie - Kate Lanigan (4 afl., 1977)
- The Nancy Walker Show televisieserie - Rol onbekend (Afl., Nancy's Romantic Evening, 1976)
- Lanigan's Rabbi (televisiefilm, 1976) - Kate Lanigan
- Mary Tyler Moore televisieserie - Charlene Maguire (Afl., Menage-a-Lou, 1976)
- Police Story televisieserie - Mrs. Driscoll (Afl., Vice:24 Hours, 1975)
- Joe Forrester televisieserie - Rol onbekend (Afl., The Return of Joe Forrester, 1975)
- Cop on the Beat (televisiefilm, 1975) - Irene
- The Turning Point of Jim Malloy (televisiefilm, 1975) - Lonnie
- Police Story televisieserie - Harry's vrouw (Afl., A Dangerous Age, 1974)
- Mannix televisieserie - Georgia Durian (Afl., A Way to Dusty Death, 1973)
- Banacek televisieserie - Lydia Markham (Afl., To Steal a King, 1972)
- Columbo: Blueprint for Murder (televisiefilm, 1972) - Goldie Williamson
- Sarge televisieserie - Marian Hart (Afl., Pss! Wanna Buy a Dirty Picture?, 1971)
- Roberta (televisiefilm, 1969) - Rol onbekend
- Welcome to Hard Times (1967) - Adah, een van Zars vrouwen
- The Fugitive (televisieserie)The Fugitive televisieserie - Hallie Martin (Afl., Ballad for a Ghost, 1964)
- Burke's Law televisieserie - Sharon McCauley (Afl., Who Killed the Swinger on a Hook?, 1964)
- The Caretakers (1963) - Marion
- The Dick Powell Show televisieserie - Lavern (Afl., The Last of the Private Eyes, 1963)
- Follow the Boys (1963) - Liz Bradville
- Alcoa Premiere televisieserie - Connie Rankin (Afl., Blues for a Hanging, 1962)
- 87th Precinct televisieserie - Cheryl Anderson (Afl., Girl in the Case, 1962)
- Bachelor in Paradise (1961) - Dolores Jynson
- The Chevy Show televisieserie - Kathy Hewitt (Afl., Happiest Day, 1961)
- Wagon Train televisieserie - Nellie Jefferson (Afl., The Nellie Jefferson Story, 1961)
- Hooray for Love (televisiefilm, 1960) - Rol onbekend
- Maisie (televisiefilm, 1960) - Maisie Ravier
- The Secret World of Eddie Hodges (televisiefilm, 1960) - Circus-ster
- Please Don't Eat the Daisies (1960) - Deborah Vaughn
- Westinghouse Desilu Playhouse televisieserie - Het roodhoofd (Afl., Chez Rouge, 1959)
- The Milton Berle Show televisieserie - Gast (Episode 1.11, 1958)
- Schlitz Playhouse of Stars televisieserie - Bebe Evans (Afl., Home Again, 1958)
- Climax! televisieserie - Rol onbekend (Afl., A Matter of Life and Death, 1957)
- Silk Stockings (1957) - Peggy Dayton
- Lux Video Theatre televisieserie - Rol onbekend (Afl., The Latch Key, 1957)
- It's Always Jan televisieserie - Jan Stewart (Afl. onbekend, 1955-1956)
- The Philip Morris Playhouse televisieserie - Rol onbekend (Afl., Make Me Happy, Make Me Sad, 1954)
- ABC Album televisieserie - Rol onbekend (Afl., Baby and Me, 1953)
- Two Gals and a Guy (1951) - Della Oliver/Sylvia Latour
- Mr. Universe (1951) - Lorraine
- This Side of the Law (1950) - Nadine Taylor
- The House Across the Street (1949) - Kit Williams
- The Younger Brothers (1949) - Kate Shepherd
- Fugitive Lady (1949) - Barbara Clementi
- One Sunday Afternoon (1948) - Virginia Brush
- Romance on the High Seas (1948) - Mrs. Elvira Kent
- Wallflower (1948) - Joy Linnett
- Winter Meeting (1948) - Peggy Markham
- Cheyenne (1947) - Emily Carson
- Love and Learn (1947) - Jackie
- The Time, the Place, and the Girl (1946) - Sue Jackson
- Two Guys from Milwaukee (1946) - Polly
- Of Human Bondage (1946) - Sally Athelny
- Her Kind of Man (1946) - Georgia King
- Hollywood Canteen (1944) - Angela
- I Won't Play (1944) - Kim Karol/Sally
- Bathing Beauty (1944) - Janis

- Biblioteca Nacional de España: XX4775308
- Bibliothèque nationale de France: cb139474927 (data)
- Gemeinsame Normdatei: 134608186
- International Standard Name Identifier: 0000 0001 1566 7332
- Library of Congress Control Number: n92038093
- MusicBrainz: 2d37d6c7-b14a-47c0-b092-7a7eda874923
- National Archives and Records Administration: 10573169
- Nationale Bibliotheek van Israël: 987007431440505171
- SNAC: w6z73hwx
- Système universitaire de documentation: 144464926
- Virtual International Authority File: 34648763
- WorldCat: E39PBJqfDX4bggJqHJPcXgDH4q